# مالوآلکساندروفکا (باشقیرستان)
مالوآلکساندروفکا (به لاتین: Maloaleksandrovka) یک منطقهٔ مسکونی در روسیه است که در باشقیرستان واقع شده‌است.